# 百色猴欢喜
百色猴欢喜（学名：Sloanea chingiana），为杜英科猴欢喜属下的一个变种。

## 扩展阅读
維基物種上的相關：百色猴欢喜